# Kockanje
Kockanje ili kocka je zajednički naziv za sve igre ili klađenje u kladionicama koje uključuju ulaganje novca. 
Rezultati igre ovise o sreći, a malo ili nikako o sposobnosti igrača. Kockanje uključuje klađenje na lutriju, Loto i športske kladionice. Kockanje može dovesti igrača kockara do ovisnosti. 
U nekim zemljama je kockanje i organizirane kockanja zakonski zabranjeno ili dozvoljeno samo u mjestima koja posjeduju koncesiju. 
U nekim igrama igrač računa na utjecaj svoje sposobnosti. To su, primjerice, Blackjack i sportsko klađenje. Neke igre, pak, znače dugoročno svakako gubitak za igrača ali dobitak za kasino, kao što je Roulette. Neke se igre, poput pokera, smatraju igrama na sreću, ali u njima kasino ne sudjeluje u pobjedama ili gubicima igrača, tj. nema elementa croupiera.

Najveća sjedišta kockarskog života su Las Vegas i Monte Carlo.

## Religiozni pogledi

### Judaizam
Drevne židovske vlasti su se mrštile na kockanje, čak su diskvalificirale profesionalne kockare od svjedočenja na sudu.

### Kršćanstvo

#### Katolicizam
Općenito, Katolički biskupi protivili su se kockanju u kockarnicama uz obrazloženje da ono prečesto dovodi ljude u iskušenje u problematično kockanje ili ovisnost, a posebno negativno utječe na siromašne ljude; oni ponekad također navode sekundarne učinke kao što su povećanje lihvarstva, prostitucije, korupcije i općeg javnog nemorala. Zbog ovih društvenih i vjerskih razloga, većina zakonskih jurisdikcija ograničava kockanje, kao što zagovara Pascal.

## Vrste

### Casino igre
Iako se gotovo svaka igra može igrati za novac, a svaka igra koja se obično igra za novac može se igrati i samo iz zabave, neke igre se općenito nude u kasino okruženju.

#### Elektronsko igranje igara
- Rulet
- Pačinko
- Sic Bo
- Poker i slot
- Video poker
- Video bingo
- Video poker

#### Ostalo kockanje
- Bingo
- Keno